# Jordán Girón
Jordán Joel Girón Rivas (Ciudad de Panamá, Panamá, 21 de diciembre de 2000) es un futbolista panameño que juega como mediocampista para el Sporting SM de la Primera División de Panamá.

## Trayectoria

### Alianza FC
Se formó en las categorías inferiores del Alianza FC y su debut profesional en la Primera División de Panamá fue el 13 de octubre de 2018 en la victoria 2 a 1 contra Club Atlético Independiente de La Chorrera en el Estadio Luis Ernesto Cascarita Tapia en donde fue suplente y entró al minuto 52 por Pedro Sánchez. En el Torneo Apertura 2018 jugó 6 partidos llegando hasta los playoff, en el Torneo Clausura 2019 jugó 5 partidos, en el Torneo Apertura 2019 jugó 10 partidos y anotó 1 gol, en el Torneo Apertura 2020 sólo jugó 4 partidos por el torneo se canceló por el COVID 19, en el Torneo Clausura 2020 jugó 7 partidos en donde llegó hasta los playoff, en el Torneo Apertura 2021 jugó 13 partidos, en el Torneo Clausura 2021 jugó 16 partidos llegando hasta la semifinales, salió campeón del Torneo Apertura 2022 en donde jugó 16 partidos. En la Liga Concacaf 2022 jugó 2 partidos quedándose en los octavos de final, en el Torneo Clausura 2022 jugó 11 partidos.

### CD Plaza Amador
El 2 de enero de 2023 fue anunciado como nuevo jugador del CD Plaza Amador cedido por el Alianza FC. Debutó con el club el 11 de febrero de 2023 en la derrota 4 a 2 contra el Sporting San Miguelito en el Estadio Los Andes en donde fue titular y fue expulsado al minuto 25. En el Torneo Apertura 2023 jugó 11 partidos llegando hasta semifinales, en el Torneo Clausura 2023 jugó 3 partidos.

### Alianza FC
El 31 de diciembre de 2023 fue anunciado su regreso al Alianza FC tras su cesión. Disputó su primer partido tras su regreso el 7 de febrero de 2024 en la victoria 2 a 3 contra el Sporting San Miguelito en el Estadio Los Andes en donde fue titular y jugó todo el partido.

### Sporting SM
El 2 de enero de 2025 fue anunciado como fichaje para el equipo de Sporting SM. Disputó su primer partido el 25 de enero del 2025 contra el equipo de Potros Del Este en el Estadio Rommel Fernández Gutierréz en donde fue titular y jugó hasta el minuto 76.

## Selección nacional
Su debut con la selección absoluta el 11 de junio de 2022 en la derrota 5 a 0 contra Uruguay en un partido amistoso en el Estadio Centenario en Uruguay en donde fue suplente y entró al minuto 69 por Rolando Botello.

## Clubes
| Club            | País   | Año         |
| --------------- | ------ | ----------- |
| Alianza FC      | Panamá | 2018 - 2022 |
| CD Plaza Amador | Panamá | 2023        |
| Alianza FC      | Panamá | 2024 - 2025 |
| Sporting SM     | Panamá | 2025 - Act. |

## Palmarés

### Títulos nacionales
| Título           | Club       | País   | Año    |
| ---------------- | ---------- | ------ | ------ |
| Primera División | Alianza FC | Panamá | 2022-A |